# Denise la Bouche
Denise la Bouche, eigentlich Denise Pflug, (* 22. Januar 1981 in Magdeburg) ist eine ehemalige deutsche Pornodarstellerin.

## Leben und Wirken
Denise la Bouche hat nach eigenen Angaben die Realschule abgeschlossen und anschließend eine Ausbildung zur Zahnarzthelferin begonnen. Sie brach die Ausbildung ab und holte die Fachhochschulreife nach. Ihren ersten Porno-Film drehte sie im November 1999 im Alter von 18 Jahren. Während ihrer Karriere stand sie u. a. in German Beauty, dem Porno-Remake von American Beauty, vor der Kamera und spielte in den Filmen Eiskalte Engel, Seitensprung auf Ibiza, Super-Girl: Titten aus Stahl sowie Wildkatzen mit.
2001 wurde sie erstmals für den Venus Award nominiert und 2003 als Beste Darstellerin geehrt. Sie stand bei Multi Media Verlag unter Vertrag, arbeitete aber auch für erotic-planet. Denise la Bouche trat im Laufe ihrer Karriere unter den Pseudonymen Chantal, Deniese, Denise Young und Jane Friday sowie unter ihrem bürgerlichen Namen auf. Im Jahr 2005 soll sie ihren letzten Film, „Der Hausmeister“, gedreht haben.
Denise la Bouche arbeitet heute als Beratungsassistentin.

## Auszeichnungen
- 2003: Venus Award als Beste Darstellerin